# Campeonato Asiático de Atletismo de 1981
A 4ª edição do Campeonato Asiático de Atletismo foi realizado de 5 a 7 de junho de 1981 no Estádio Olímpico de Tóquio, em Tóquio, no Japão. Foram disputadas um total de 37 provas, distribuídos entre masculino e feminino.  Nessa edição não foi realizado a prova da maratona.

## Medalhistas

### Masculino
| Evento                  | Ouro                              | Ouro     | Prata                                  | Prata    | Bronze                           | Bronze   |
| ----------------------- | --------------------------------- | -------- | -------------------------------------- | -------- | -------------------------------- | -------- |
| 100 metros              | Suchart Chairsuvaparb · Tailândia | 10.52    | Yuan Guoqiang · China                  | 10.69    | Sumet Promna · Tailândia         | 10.74    |
| 200 metros              | Toshio Toyota · Japão             | 20.99    | Sumet Promna · Tailândia               | 21.16    | Hirohito Yamazaki · Japão        | 21.23    |
| 400 metros              | Takayuki Isobe · Japão            | 46.72    | Eiji Natori · Japão                    | 46.92    | Aouf Abdulrahman Yousef · Iraque | 47.22    |
| 800 metros              | Abraham Rajan · Índia             | 1:50.21  | Khalid Khalifa · Kuwait                | 1:50.37  | Takatsune Teranishi · Japão      | 1:50.62  |
| 1 500 metros            | Takashi Ishii · Japão             | 3:50.63  | Sukhwant Singh · Índia                 | 3:51.88  | Sant Kumar · Índia               | 3:52.12  |
| 5 000 metros            | Gopal Singh Saini · Índia         | 13:52.22 | Yasunori Watanabe · Japão              | 13:55.62 | Park Won-Keun Coreia do Sul      | 13:57.33 |
| 10 000 metros           | Kunimitsu Ito · Japão             | 28:53.29 | Tatsuya Moriguchi · Japão              | 29:24.77 | Kazuyoshi Kudo · Japão           | 29:30.25 |
| 110 metros barreiras    | Yoshifumi Fujimori · Japão        | 14.22    | Katsumi Kashiwazaki · Japão            | 14.33    | Satbir Singh · Índia             | 14.89    |
| 400 metros barreiras    | Takashi Nagao · Japão             | 50.32    | Shigenori Ohmori · Japão               | 50.71    | Yukihiro Yoshimatsu · Japão      | 51.35    |
| 3 000 metros obstáculos | Masanari Shintaku · Japão         | 8:29.09  | Gopal Singh Saini · Índia              | 8:30.88  | Anokh Singh · Índia              | 8:52.67  |
| 4×100 metros estafetas  | Japão                             | 39.86    | Tailândia                              | 40.36    | Coreia do Sul                    | 40.56    |
| 4×400 metros estafetas  | Japão                             | 3:07.06  | Iraque                                 | 3:10.10  | Índia                            | 3:10.54  |
| 20 km marcha            | Chand Ram · Índia                 | 1:34:08  | Ranjit Singh · Índia                   | 1:35:20  | Vellasamy Subramaniam · Malásia  | 1:37:32  |
| Salto em altura         | Zhu Jianhua · China               | 2.30     | Takao Sakamoto · Japão                 | 2.24     | Shuji Ujino · Japão              | 2.21     |
| Salto à vara            | Tomomi Takahashi · Japão          | 5.20     | Rihan Ali Rihan Obeid · Arábia Saudita | 4.40     | Abdullah Awadh · Arábia Saudita  | 4.20     |
| Salto em comprimento    | Liu Yuhuang · China               | 8.05     | Junichi Usui · Japão                   | 7.94w    | Toshihisa Yoshimoto · Japão      | 7.71     |
| Salto triplo            | Zhou Zhenxian · China             | 17.05    | Masami Nakanishi · Japão               | 16.61    | Yasushi Ueta · Japão             | 16.10    |
| Lançamento do peso      | Mohammed Al-Zinkawi · Kuwait      | 17.87    | Bahadur Singh Chouhan · Índia          | 17.38    | Vijay Bahadur · Índia            | 16.71    |
| Lançamento do disco     | Li Weinan · China                 | 53.30    | Michio Kita · Japão                    | 51.76    | Raghubir Singh Bal · Índia       | 50.04    |
| Lançamento do martelo   | Shigenobu Murofushi · Japão       | 69.62    | Masayuki Kawata · Japão                | 66.84    | Nobuyuki Ifuku · Japão           | 65.98    |
| Lançamento do dardo     | Shen Maomao · China               | 85.40    | Yoshinori Kuriyama · Japão             | 78.56    | Masami Yoshida · Japão           | 74.42    |
| Decatlo                 | Sabir Ali · Índia                 | 7253     | Nobuya Saito · Japão                   | 7078     | Zu Qilin · China                 | 7074     |

### Feminino
| Evento                 | Ouro                     | Ouro    | Prata                         | Prata   | Bronze                        | Bronze  |
| ---------------------- | ------------------------ | ------- | ----------------------------- | ------- | ----------------------------- | ------- |
| 100 metros             | Yukiko Osako · Japão     | 11.91   | Usanee Laopinkarn · Tailândia | 11.97   | Emiko Konishi · Japão         | 12.02   |
| 200 metros             | Emiko konishi · Japão    | 24.46   | Tomi Osaka · Japão            | 24.52   | Lydia de Vega · Filipinas     | 24.54   |
| 400 metros             | Junko Yoshida · Japão    | 54.89   | Lydia de Vega · Filipinas     | 55.39   | Saik Oik Cum · Malásia        | 55.62   |
| 800 metros             | Geeta Zutshi · Índia     | 2:08.13 | Kumiko Mega · Japão           | 2:09.86 | Kim Soon-Hwa Coreia do Sul    | 2:10.41 |
| 1 500 metros           | Zhang Xiunen · China     | 4:27.11 | Geeta Zutshi · Índia          | 4:28.98 | Kim Soon-Hwa Coreia do Sul    | 4:30.81 |
| 3 000 metros           | Akemi Masuda · Japão     | 9:18.17 | Nanae Sasaki · Japão          | 9:41.85 | Jiang Zhourong · China        | 9:48.07 |
| 100 metros barreiras   | Emi Akimoto · Japão      | 13.78   | Dai Jianhua · China           | 13.98   | Noriko Ehara · Japão          | 14.09   |
| 400 metros barreiras   | Yumiko Aoi · Japão       | 59.26   | Hu Aiping · China             | 60.68   | Manathoor D. Valsamma · Índia | 61.16   |
| 4×100 metros estafetas | Japão                    | 45.70   | Tailândia                     | 46.43   | Coreia do Sul                 | 47.85   |
| 4×400 metros estafetas | Malásia                  | 3:46.36 | Filipinas                     | 3:55.60 | Índia                         | 3:59.80 |
| Salto em altura        | Hisayo Fukumitsu · Japão | 1.93    | Zheng Dazhen · China          | 1.84    | Megumi Sato · Japão           | 1.81    |
| Salto em comprimento   | Wu Feng · China          | 5.97w   | Atsuko Adada · Japão          | 5.93    | Mercy Matthews · Índia        | 5.91    |
| Lançamento do peso     | Shen Lijuan · China      | 17.75   | Kayoko Hayashi · Japão        | 15.66   | Yukari Seo · Japão            | 15.18   |
| Lançamento do disco    | Li Xiaohui · China       | 59.10   | Harumi Suzuki · Japão         | 48.86   | Reiko Honma · Japão           | 48.00   |
| Lançamento do dardo    | Tang Guoli · China       | 61.64   | Naomi Shibusawa · Japão       | 57.08   | Kanae Takahashi · Japão       | 56.16   |
| Heptatlo               | Ye Peisu · China         | 5445    | Tomoko Uchida · Japão         | 5254    | Zaiton Othman · Malásia       | 4879    |

## Quadro de medalhas
| Ordem | País           | Medalha de ouro | Medalha de prata | Medalha de bronze | Total |
| ----- | -------------- | --------------- | ---------------- | ----------------- | ----- |
| 1     | Japão          | 18              | 19               | 14                | 51    |
| 2     | China          | 11              | 4                | 2                 | 17    |
| 3     | Índia          | 5               | 5                | 9                 | 19    |
| 4     | Tailândia      | 1               | 4                | 1                 | 6     |
| 5     | Kuwait         | 1               | 1                | 0                 | 2     |
| 6     | Malásia        | 1               | 0                | 3                 | 4     |
| 7     | Filipinas      | 0               | 2                | 1                 | 3     |
| 8     | Arábia Saudita | 0               | 1                | 1                 | 2     |
| 8     | Iraque         | 0               | 1                | 1                 | 2     |
| 10    | Coreia do Sul  | 0               | 0                | 5                 | 5     |
| Total | Total          | 37              | 37               | 37                | 111   |